# Domien Jacob
Domien François Jacob (Belgium, Oost-Vlaanderen, Sint-Niklaas, 1897. június 8. – Belgium, Oost-Vlaanderen, Sint-Niklaas, 1984. november 5.) olimpiai ezüstérmes belga tornász.
Ez első világháború után az 1920. évi nyári olimpiai játékokon indult, és mint tornász versenyzett. Csapat összetettben ezüstérmes lett.
Klubcsapata a Kracht en geduld